# Rueda del dharma

El dharmachakra o rueda del dharma.

El dharma chakra (o "rueda del darma", "rueda de la ley") es un símbolo que representa al dharma (‘ley’ o ‘religión’), en el hinduismo, el budismo y el jainismo. Ocasionalmente se traduce como ‘rueda de doctrina’.
Es uno de los ocho ashta mangalas, símbolos auspiciosos del budismo.

## Transliteraciones
- En sánscrito se llama dharmachakra.
- en pāli dhammachakka.
- en tibetano chos kyi ’khor lo, significa "la rueda de la transformación".
- en chino fălún (法輪).

## Historia
El símbolo del dharma chakra es representado como una rueda (chakra en sánscrito) de ocho o más radios. Es el símbolo budista más antiguo encontrado en el arte indio, aparecido en la era del rey budista Ashoka junto a las cinco primeras iconografías indias supervivientes después de la era de la cultura del valle del Indo o cultura Harappa. Desde entonces, todas las naciones budistas lo han usado como símbolo. En su forma más simple, es mundialmente reconocido como un símbolo del budismo.

## Significado
Otros significados de las ocho puntas en el budismo son:
- La figura en su totalidad es un círculo (chakra) que representa la perfección de la enseñanza del dharma;
- El centro significa disciplina,  que es esencial en la práctica de la meditación;
- El aro que une los radios se refiere a la conciencia que sostiene todo el conjunto.

El mudra, que es el gesto de manos simbólico correspondiente, es conocido como dharmachakra mudrá.
El dharma chakra es uno de los ashta mangala (‘ocho símbolos auspiciosos’) del budismo tibetano.
La rueda del dharma puede referirse también a la diseminación de las enseñanzas del dharma de país en país. En este sentido, el dharma chakra comenzó rodando desde India, siguió por Asia Central y luego llegó al Sureste Asiático y Este de Asia.

## Múltiples giros de la rueda
Las escuelas Mahāyānas clasifican las enseñanzas budistas en giros de un esquema secuencial de desarrollo, en el cual Buda comenzó con simples enseñanzas y prosiguió con otras más complejas y difíciles. Estas fases son denominadas «vueltas de la rueda de la religión» (dharma chakra pravartana, en sánscrito).
Todos los budistas concuerdan en que el primer y original giro de la Rueda ocurrió cuando Buda enseñó las Cuatro nobles verdades a los cinco sabios que se convertirían en sus primeros discípulos en el Parque de los Ciervos en Sarnath. En memoria de esto, a veces la rueda del dharma se representa con un ciervo a cada lado. En conmemoración a este acontecimiento se festeja el Chokhor Duchen.
Para el budismo theravāda, este fue el único giro de la Rueda, y los desarrollos posteriores de la doctrina budista que no aparecen en el Canon Pali o los Āgamas no se aceptan como enseñanzas del Buda histórico.
Otras escuelas del budismo, como la Mahāyāna y Vajrayāna distinguieron «giros» posteriores.
La cantidad específica varía.
Para la primera escuela, el primer giro de la rueda del dharma es la enseñanza original del Buda Gautama, en particular las Cuatro Nobles Verdades que describe el mecanismo de la aprehensión, deseo, sufrimiento y liberación a través del Óctuple Camino;
el segundo giro es la enseñanza de los sutras de la Perfección de la Sabiduría, textos fundacionales del budismo mahayana; y
el tercero es la enseñanza del Tantra de Mahavairocana, texto fundacional del budismo tántrico.
Según otro esquema, el segundo giro de la dharmachakra es el Abhidharma, el tercero son los sutras mahayana de la Perfección de la Sabiduría, y el cuarto los Sutras de Yogacarya que el Tathagatagarbha enseñó.

## Otros usos
En el estándar Unicode, se puede encontrar el dharma chakra con su forma de ocho puntas (☸).
Se genera con la combinación de teclas U+2638.
En el Fuerzas Armadas de los Estados Unidos la rueda del dharma es la insignia militar de los capellanes budistas.
El emblema nacional de India es la rueda del dharma del león (capitel de Aśoka en Sarnath).
La rueda también se encuentra en la bandera de la India, en sustitución del torno de hilar originalmente desplegado en la bandera partidaria del Congreso Nacional Indio.
En el jainismo, la rueda es venerada como un símbolo del dharma.
Es el símbolo principal en el templo budista del Shanti Stupa construido como uno de los monumentos más bellos dedicados a la Paz Mundial en el año 1991.

## Galería de imágenes

Emblema de Mongolia
Emblema de Sri Lanka
Bandera de India con el Dharmachakra.
Bandera de Sikkim
Bandera Dharmachakra, símbolo del budismo en Tailandia
Sello de la Thammasat University en Tailandia
Insignia budista en las Fuerzas Armadas de EE.UU.
Variante de la bandera budista con el Dharmachakra